# 山口源
山口 源（やまぐち げん、1896年10月23日 - 1976年7月15日）は、静岡県出身の版画家、装丁家。本名は山口源吾（やまぐち げんご）。流木などを用いた抽象版画が多く、恩地孝四郎とともに抽象木版画の先駆者となった。

## 経歴
1896年（明治39年）、静岡県富士郡田子浦村柳島（現富士市）に生まれると、1914年（大正3年）、一家で台湾の台北市に移住して父の醸造業を手伝った。病気療養中に版画家の藤森静雄と知り合い、東京で恩地孝四郎の待遇を受け、藤森らとともに版画を制作。創作版画協会展などに出品する傍ら、1939年（昭和14年）より恩地宅で「一木会」という版画研究会を開き、関野凖一郎とともに世話役を務めた。1943年（昭和18年）に日本版画協会会員となり、1944年（昭和19年）に結婚すると妻の郷里である沼津市江の浦に疎開。以後没するまで江の浦に居住した。1949年（昭和24年）には国画会会員となり、戦後には日本版画協会展、国画会展、各国国際版画展などに抽象木版画を出品した。装丁家としても活動し、林芙美子の『うず潮』、井上靖の『風林火山』『敦煌』『楊貴妃伝』、松本清張の『柳生一族』などの装丁を手掛けている。1957年（昭和32年）のリュブリャナ国際版画ビエンナーレでは『芝生』が優秀賞を受賞し、1958年（昭和33年）のルガーノ国際版画ビエンナーレでは『能役者』がグランプリを受賞。国際版画祭でグランプリを受賞した初の日本人となって注目を集めた。晩年は静岡県版画協会会長などを務め、1976年（昭和51年）7月15日に沼津市江の浦で没した。享年79。
1977年（昭和52年）、山口源版画保存協会が設立され、後に「山口源の会」と改称された。1983年（昭和58年）、沼津市は「山口源賞」を制定し、「山口源大賞」（隔年1名）と「山口源新人賞」（毎年2名）を選定している。1998年（平成10年）、静岡県立美術館で「生誕100年山口源回顧展」が開催された。江の浦のアトリエには「山口源の碑」が建てられている。

### 山口源大賞受賞者
- 1983年 第1回 黒崎彰
- 1985年 第2回 中林忠良
- 1987年 第3回 吉田穂高
- 1989年 第4回 吉原英雄
- 1991年 第5回 日和崎尊夫
- 1993年 第6回 野田哲也
- 1995年 第7回 井田照一
- 1997年 第8回 加納光於
- 1999年 第9回 李禹煥
- 2001年 第10回 柳澤紀子
- 2003年 第11回 磯見輝夫
- 2005年 第12回 池田良二
- 2007年 第13回 小林敬生
- 2009年 第14回 星野美智子
- 2011年 第15回 靉嘔
- 2013年 第16回 深沢幸雄
- 2015年 第17回 天野純治

### 関連書籍
- 山口源顕彰会著『山口源版画集』1983年. NCID BA86539924
- 外 三千介著『能役者 : 「孤高の版画家山口源の生涯」』静岡出版1993年. NCID BA90776923